# Fissidens aoraiensis
Fissidens aoraiensis là một loài Rêu trong họ Fissidentaceae. Loài này được H. Whittier & H.A. Mill. mô tả khoa học đầu tiên năm 1967.